# 1997 في باراغواي
فيما يلي قوائم الأحداث التي وقعت خلال عام 1997 في باراغواي.

## رياضة
- 1 يناير – الدوري الباراغواياني لكرة القدم 1997 الفائز أوليمبيا أسونسيون.

## مواليد

### مارس
- 17 مارس – توماس روجاس لاعب كرة قدم باراغواياني.

### أبريل
- 30 أبريل – خيسوس ميدينا لاعب كرة قدم.

### مايو
- 27 مايو – خيسوس أبيل باريديس لاعب كرة قدم بارغواياني.

### أغسطس
- 29 أغسطس – ساول سالسيدو لاعب كرة قدم.

## وفيات

### يناير
- 1 يناير – سانتياغو بينيتيز (مواليد 1903) لاعب كرة قدم باراغواياني.

### أبريل
- 21 أبريل – أندريس أبا (مواليد 1923) سياسي باراغواياني.

### يوليو
- 9 يوليو – أوريليو غونزاليز (مواليد 1905) لاعب كرة قدم باراغواياني.